# Bernhard Bayer
Bernhard Bayer (* 22. Oktober 1979 in Weilheim in Oberbayern) ist ein deutscher Schachspieler.

## Leben
Bernhard Bayer ist von Beruf Kommunalbeamter.

## Erfolge
Im September 2007 erreichte er im 18. Casino Open in Seefeld in Tirol den zweiten Platz. Er trägt seit 2012 den Titel Internationaler Meister.
In Deutschland spielt er für den SK Weilheim, früher auch beim TV Tegernsee in der zweiten und ersten Schachbundesliga. In Österreich spielte er am Spitzenbrett für den SC Schwaz, seit der Saison 2015/16 spielt er in der 1. Bundesliga für den SK Absam.
Seit Februar 2012 trägt er den Titel Internationaler Meister. Seine Elo-Zahl beträgt 2430 (Stand: Oktober 2016), seine bisher höchste Elo-Zahl ist 2457, die er im April 2014 erreichte.